# Bataille de Qala-e-Jangi
La mutinerie de Qala-e-Jangi dure du 25 novembre au 1er décembre 2001. Par son intensité, elle a pris les allures d'une véritable bataille. Elle s'est terminé par la victoire des États-Unis et de l'Alliance du Nord.

## Contexte
Le 24 novembre, la poche de résistance talibane près de Kunduz se rend. Environ 3 500 combattants talibans et « étrangers » (Pakistanais, Arabes, Tchétchènes...) sont capturés. Les combattants « étrangers » sont conduits à Qala-e-Jangi. Le lieu est une forteresse du XIXe siècle que le général Dostom utilise comme dépôt de munitions et quartier-général.
Dès le 24 novembre, des prisonniers arrivent à cacher des armes avec eux. Quelques incidents ont lieu dont la mort de deux officiers de Dostom. Le lendemain, les prisonniers parviennent à envahir la prison où ils récupèrent fusils, lance-roquettes et mortiers. Les premiers combats éclatent en début d'après-midi à l'extérieur de la prison.

## Bataille
Rapidement, les Américains et les Britanniques envoient des renforts et l'aviation effectue des bombardements sur la prison. Dans la nuit du 25 au 26, le principal dépôt de munitions est touché et explose. Une erreur de tir cause aussi de lourdes pertes dans les rangs des assaillants ainsi que la destruction d'un char. Le 27 novembre, l'Alliance du Nord peut mener une contre-attaque appuyée par des chars. Au soir, l'essentiel du fort est repris. Le 29, les sous-sols sont incendiés et le reste des insurgés se rend le 1er décembre.

## Pertes
L'engagement est l'un des plus sanglants de la campagne de 2001. 500 prisonniers y ont été tués. De leur côté, les assaillants comptent 56 morts et près de 250 blessés pour l'Alliance du Nord, 1 mort et 7 blessés pour les Américains et 2 blessés pour les Britanniques.